# Vera Chaves Barcellos
Vera Guerra Chaves Barcellos (Porto Alegre, 1938) é uma artista plástica brasileira.

## Biografia
Vera estudou no Instituto de Belas Artes da Universidade Federal do Rio Grande do Sul. Nos anos 1960, complementou seus estudos em cursos de pintura, gravura e desenho na Holanda e França. De volta ao Brasil, trabalhou inicialmente com gravura em metal no Museu de Arte Moderna do Rio de Janeiro.
No início da década de 1970, através de uma bolsa do British Council, Vera aprofundou seus conhecimentos em fotografia e técnicas gráficas no Croydon College em Londres. Passou então a trabalhar com fotografia e em seguida partiu para trabalhos mais conceituais, misturando técnicas como xilogravura e serigrafia a novas possibilidades de expressão. Em 1976, representou o Brasil na Bienal de Veneza com o trabalho "Testarte".
Participou do grupo Nervo Óptico (1976–78) e foi uma das fundadoras do centro de cultura alternativa Espaço N.O. (1979–82) em Porto Alegre, que veio a se tornar referência nacional para a produção artística contemporânea, construindo e ajudando a divulgar manifestações artísticas em novas mídias.
A partir dos anos 1980 produziu instalações multimídias, usando a fotografia manipulada, imagens computadorizadas, objetos, vídeo e vídeo-animação. Um bom exemplo foi o seu trabalho "Visitant Genet", mostrado no Museu D’ Art de Girona, em 2000-2001. Participou do Mois de Photographie, em Paris, França, e da Bienal de Havana, em Havana, Cuba, em 1984. Seu trabalho foi selecionado em três ocasiões para a Bienal Internacional de Arte de São Paulo.
Desde 1986, Vera vive entre Viamão, na Grande Porto Alegre, e Barcelona. Desde então, seu trabalho tornou-se uma ponte cultural entre Brasil e Espanha. Em 1998, integrou o Salão Nacional do Rio de Janeiro e a exposição "Pasage de Ida", na Galeria Antonio de Barnola, em Barcelona. Em 2002, teve mostra individual no Instituto Francês de Barcelona; no ano seguinte, participou da mostra "Le Revers du Rêveur" na Capella de San Roc, em Valls. Após ter realizado mais de vinte exposições individuais e coletivas na Espanha, Vera conquistou a nacionalidade espanhola em 2004.
Em 1999, Vera criou a Galeria Obra Aberta, que funcionou até 2002. Neste período, abrigou mais de vinte exposições de artistas como Karin Lambrecht, Begoña Egurbide, Antoni Muntadas, Lia Menna Barreto, Lúcia Koch, Margarita Andreu, Nick Rands, Luiz Carlos Felizardo, entre outros.
Em 2000, Vera teve seu trabalho presente na mostra "Território Expandido", em São Paulo. Em 2001, integrou a abertura do Centro Cultural Santander, em Porto Alegre, na exposição "Sem Fronteiras". Vera já participou de exposições coletivas na América Latina, Alemanha, Bélgica, Coréia, França, Holanda, Inglaterra, Japão, Estados Unidos e Austrália.
Em 2004, Vera Chaves Barcellos instituiu em Porto Alegre uma fundação cultural que leva seu nome, dedicada à difusão da arte contemporânea.
Entre maio e julho de 2007, o Santander Cultural apresentou ao público de Porto Alegre a exposição "O Grão da Imagem, uma viagem pela poética de Vera Chaves Barcellos", uma retrospectiva dos 40 anos da trajetória da artista, com 114 obras selecionadas pelos curadores Fernando Cocchiarale (Rio de Janeiro), Moacir dos Anjos (Pernambuco) e Agnaldo Farias (São Paulo).
Em 2009, a Zouk Editora publicou o livro "Vera Chaves Barcellos, obras incompletas" (ISBN 9788588840935), com um ensaio do crítico francês François Soulages, uma cronologia comentada e um caderno com imagens de obras da artista, produzidas entre 1963 e 2007.